# Trescore Cremasco
Trescore Cremasco (lombardul: Trescùr) település Olaszországban, Lombardia régióban, Cremona megyében. Lakosainak száma 2827 fő (2023. január 1.). Trescore Cremasco Bagnolo Cremasco, Casaletto Vaprio, Crema, Cremosano, Palazzo Pignano, Quintano és Torlino Vimercati községekkel határos.

## Népesség
A település lakossága az elmúlt években az alábbi módon változott:
| Lakosok száma | 2950 | 2888 | 2870 | 2827 |
|               | 2013 | 2017 | 2018 | 2023 |